# Meri Avidzba
Meri Hafizovna Avidzba (en ruso: Мери Хафизовна Авидзба; Sujumi, 24 de enero de 1917 - Sujumi, 12 de abril de 1986) fue una piloto y navegante militar soviética y la primera mujer aviadora de Abjasia que sirvió durante la Segunda Guerra Mundial, combatió en el 588.º Regimiento de Bombardeo Nocturno, apodado por los alemanes «Brujas de la Noche». Recibió dos medallas por sus acciones durante la Segunda Guerra Mundial (1941-1945). Después de la guerra, fue elegida diputada del Sóviet Supremo de la RASS de Abjasia.

## Biografía

### Infancia y juventud
Avidzba y su hermana gemela Hadzhera Avidzba nacieron el 24 de enero de 1917. Durante su niñez asistió a la Escuela N.º 10 en Sujumi (actual Abjasia). Cuando Víctor Argun, el primer piloto abjasio masculino, llegó para reclutar aviadores, Avidzba inicialmente perdió la oportunidad. Más tarde se unió a la Escuela Bandera Roja de la Flota Aérea Civil en Bataisk.
Después de graduarse en la Escuela de Vuelo de Bataisk, se unió al Club de vuelo Sujum como instructora y trabajó allí hasta que cerró en 1939. El 18 de agosto de 1936 realizó un vuelo de demostración frente a un numerosos grupo de espectadores para demostrar sus habilidades de pilotaje. El 30 de diciembre de 1936, voló en círculos con su avión sobrevolando el funeral del líder comunista abjasio Néstor Lakoba.

### Segunda Guerra Mundial
En 1939 se unió a la Academia Médica Militar en Leningrado; cuando escuchó que se iba a declarar la guerra soviético-finlandesa, se ofreció como voluntaria para inscribirse en la escuela de entrenamiento de aviones de combate en Perm. Esta transición requirió que Avidzba apelara a las autoridades militares para que su traslado fuera aceptado. De Perm fue asignada a la escuela aérea militar en Engels.
En 1941, fue enviada a la frontera finlandesa, donde voló en aviones biplanos. En diciembre de 1942, fue enviada a la región del Cáucaso, como navegante en el 588.º Regimiento de Bombarderos Nocturnos del 4.º Ejército Aéreo del 2.º Frente Bielorruso, comenzando así su carrera en las Brujas de la Noche. Aquí estuvo bajo el mando de Polina Makogon y Lidia Svistunova, donde se benefició de su instrucción y rápidamente emprendió misiones de combate en solitario.
En febrero de 1943, voló con Polina Makogon en una misión, donde durante tres salidas de combate bombardearon repetidamente a los alemanes en una noche. En septiembre de 1943, en una misión para bombardear el puerto de Tamán, Avidzba notó que los alemanes estaban reubicando sus fuerzas; informó de sus hallazgos de reconocimiento a sus comandantes, quienes dieron la bienvenida y actuaron sobre esta inteligencia previamente desconocida. En 1944, su avión fue alcanzado por fuego antiaéreo enemigo y su columna resultó gravemente herida. Esta lesión le provocó una parálisis parcial, que fue tratada con éxito con una operación siete años después.
Durante la guerra, realizó 477 salidas de combate, con un total de más de 1000 horas de vuelo, y arrojó 63 toneladas de bombas sobre el enemigo. Luchó en el Frente del Cáucaso Norte, así como en los 4.º Frente Ucraniano y 2.º Frente Bielorruso. Participó en la liberación de Crimea, en la Operación Bagratión (que supuso la liberación de la mayor parte de Bielorrusia), la ofensiva del Vístula-Óder, la ofensiva de Prusia Oriental y finalmente la batalla de Berlín. Cruzó el frente en 954 ocasiones. Su hermano Koka murió en combate durante la guerra y ella les escribió a sus padres sobre cómo su trabajo como piloto vengó su muerte.

### Posguerra
Después del final de la guerra, regresó a Sujumi, donde participó activamente en la comunidad, particularmente en los actos de conmemoración de la Segunda Guerra Mundial, además de servir como directora de la escuela. También fue elegida diputada del Sóviet Supremo de la RASS de Abjasia. Murió el 12 de abril de 1986 en Sujumi.

## Premios y condecoraciones
|  | Orden de la Guerra Patria de 1.er grado, dos veces (5 de noviembre de 1944 y 6 de abril de 1985) |
|  | Orden de la Guerra Patria de 2.do grado (21 de febrero de 1943)                                  |
|  | Medalla Conmemorativa por el Centenario del Natalicio de Lenin «Al valor militar»                |
|  | Medalla por la Defensa del Cáucaso                                                               |
|  | Medalla por la Victoria sobre Alemania en la Gran Guerra Patria 1941-1945                        |
|  | Medalla Conmemorativa del 20.º Aniversario de la Victoria en la Gran Guerra Patria de 1941-1945  |
|  | Medalla Conmemorativa del 30.º Aniversario de la Victoria en la Gran Guerra Patria de 1941-1945  |
|  | Medalla Conmemorativa del 40.º Aniversario de la Victoria en la Gran Guerra Patria de 1941-1945  |
|  | Medalla por la Liberación de Varsovia                                                            |
|  | Medalla al Trabajador Veterano                                                                   |
|  | Medalla del 50.º Aniversario de las Fuerzas Armadas de la URSS                                   |
|  | Medalla del 60.º Aniversario de las Fuerzas Armadas de la URSS                                   |

Además a Avidzba se la recuerda en varios sellos emitidos por la República de Abjasia. Sus documentos militares, bufanda voladora y otros artículos de su carrera como piloto fueron donados por ella misma al Museo Estatal de Abjasia. También hay un busto de ella en exhibición allí.